# Jan Vermeer
Jan Vermeer van Delft [jan frmér fan delft], Johannes Vermeer (pokřtěn jako Johannis van der Meer 31. října 1632 Delft – 15. prosince 1675 tamtéž) byl jeden z nejvýznamnějších nizozemských barokních malířů.

## Život
Byl pokřtěn jako Johannis van der Meer v protestantském kostele Nieuwe Kerk v Delftu. Jeho otec se původně jmenoval Reynier Janz Vos a teprve později si z neznámých důvodů změnil příjmení na van der Meer či zkráceně Vermeer. Pracoval jako hostinský, po svatbě o sobě tvrdil, že je výrobcem hedvábí. Snad proto se na mnoha Vermeerových obrazech objevují nejrůznější látky a tapiserie. Vermeer starší však také nakupoval a prodával obrazy a byl členem cechu sv. Lukáše.
Vermeer a jeho rodina, příslušníci nižší střední třídy, žili ve velkém domě, zájezdním hostinci jménem Mechelen. Janovi prarodiče byli negramotní a negramotná byla i Janova matka. Jan se narodil jako druhé dítě a jediný syn.
Motivace Jana (Johannese) stát se umělcem a jeho malířské začátky jsou obestřeny tajemstvím. Musel však šest let navštěvovat ateliér mistra, jenž byl členem cechu sv. Lukáše (tj. cechu malířů). Teprve v roce 1653 mohl sám do cechu vstoupit a signovat a prodávat vlastní díla. Někteří z badatelů se domnívají, že se Vermeer vydal za studii do Amsterdamu či Utrechtu.

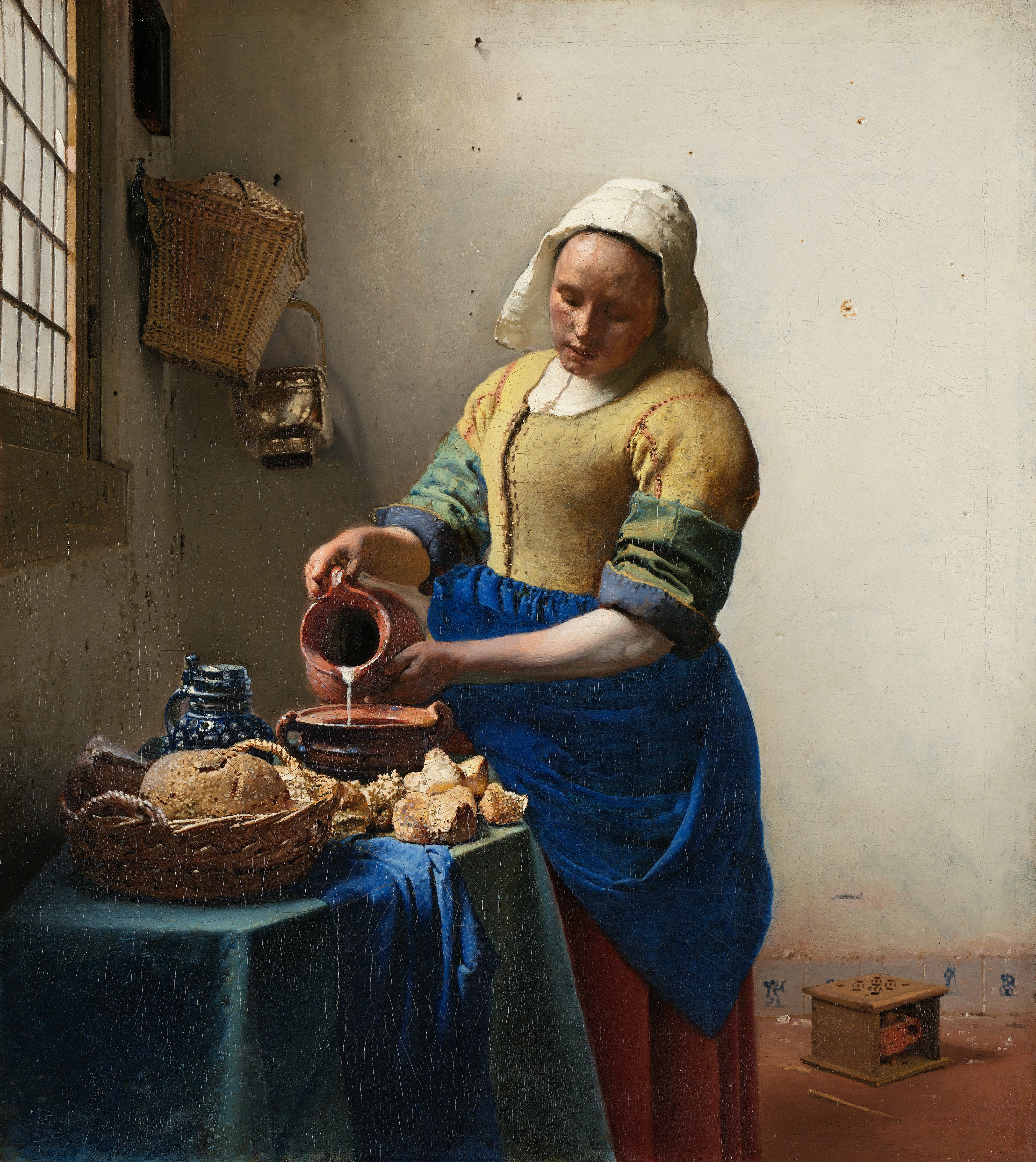
Mlékařka (mezi lety 1658–1660)

Vermeer se oženil v roce 1653 s Catharinou Bolnesovou, která byla katolička, a není jisté, zda Jan po svatbě konvertoval nebo ne. Z manželství vzešlo patnáct dětí, z nichž čtyři zemřely v raném dětství. V roce 1655 zemřel jeho otec, Jan získal část dědictví, společně s matkou vedl hospodu, obchodoval s obrazy a maloval.
Na Vermeerově raném díle je patrné, že se mladý malíř vyrovnával s vlivy náboženské, mytologické a žánrové malby utrechtské školy, která vycházela z Caravaggia. Vermeerova tchyně vlastnila skromnou sbírku obrazů utrechtských mistrů. Byla navíc vzdálenou příbuznou utrechtského malíře Abrahama Bloemarta.
Krátce poté přichází obrat a Vermeer se zaměřuje na malbu scén z běžného života. S podobnými tématy získali slávu malíři jako Gerard Terborch, Nicolas Maes nebo Pieter de Hooch. Přesto jsou Vermeerovy obrazy jiné: figury na obrazech jsou zachyceny jakoby v jediném a jedinečném okamžiku, což jim dodává nezvyklou důstojnost i živost.
Zdá se, že Vermeer se v období svých malířských počátků živil – podobně jako jeho otec – prodejem uměleckých děl jiných malířů. V průměru vytvořil jen dvě plátna ročně, přesto se při každé příležitosti na nejrůznějších listinách pokládá za malíře. Později byl nepochybně pokládán za znalce, takže býval zván, aby odhadl cenu obrazů, ale také jeho vlastní obrazy se prodávaly za velmi vysokou cenu.

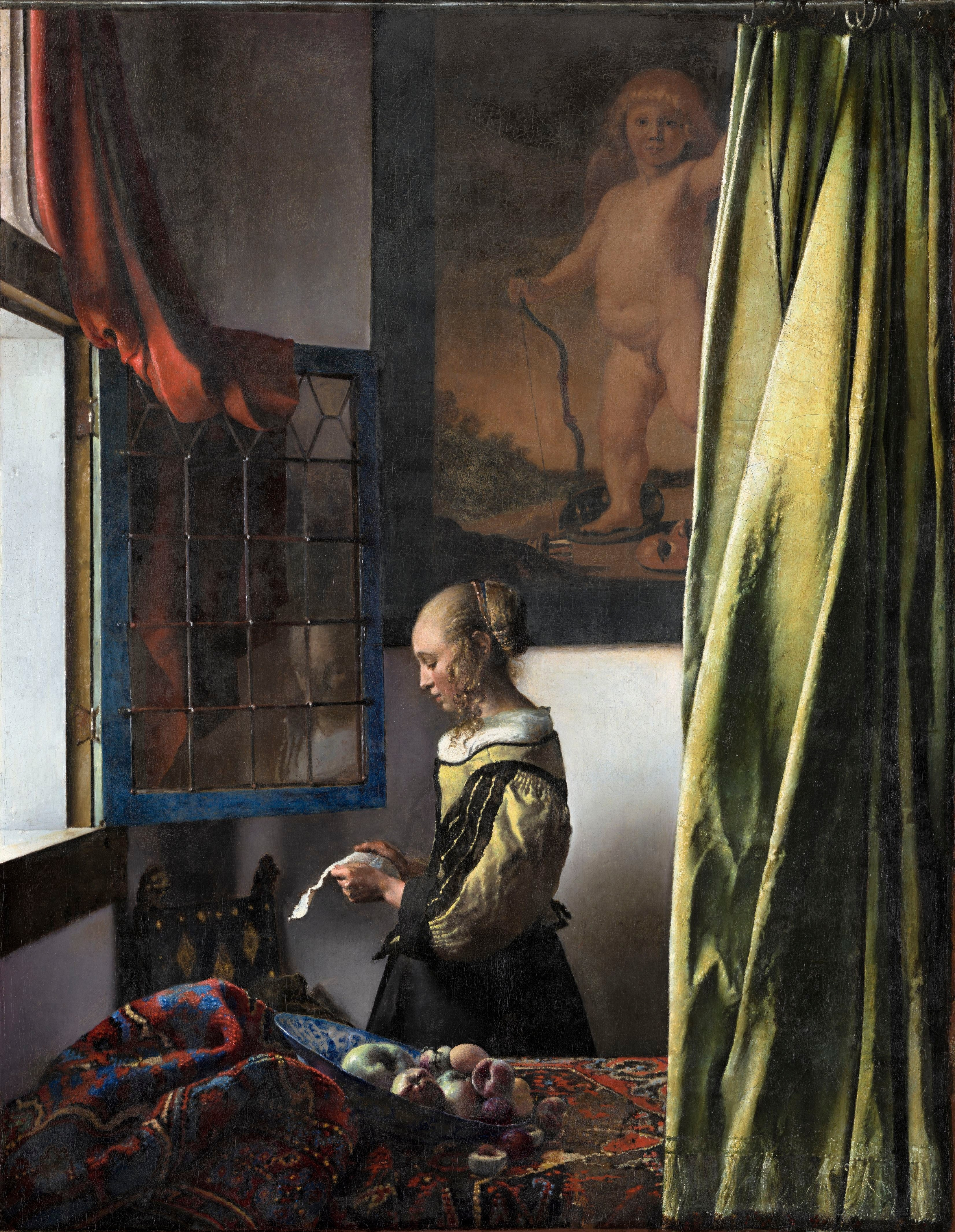
Dívka čtoucí dopis (1658)

Vermeer příliš netvořil ani v časech největší slávy, dobře však prodával. Když jej roku 1663 v ateliéru navštívil francouzský cestovatel Balthasar de Monconys, Vermeer mu nemohl ukázat ani jedinou vlastní práci. Když pak společně navštívili dům pekaře Hendricka van Buytena, sběratele Vermeerových děl, de Monconys si do deníku poznamenal, že viděl „obraz s jedinou figurou“ za neuvěřitelnou cenu 600 zlatých (guilder).
V roce 1669 Vermeera dvakrát navštívil bohatý mladý znalec umění Pieter van Beckhout, který si poznamenal, že viděl některé ukázky Vermeerova umění, přičemž nejpozoruhodnějším aspektem na nich byla dokonalá perspektiva. Na období 1662–1663 a 1670–1671 byl Jan Vermeer opakovaně zvolen do čela cechu sv. Lukáše. V tomto období byl také – spolu s Hansem Jordaensem – povolán do Haagu, kde bylo jeho úkolem posoudit pravost řady obrazů, jež se prodávaly jako díla slavných italských mistrů, mj. Raffaela Santiho a Michelangela.
Roku 1660 se Vermeerova rodina z hostince Mechelen přestěhovala do menšího domu na Oude Langendijk, který vlastnila Janova tchyně. Za francouzské invaze v roce 1672 se příjmy rodiny s jedenácti dětmi rapidně snížily. Válečná doba obchodu s uměním nepřála a na Vermeera zřejmě dolehly velké finanční problémy. Maloval ještě méně než dříve a je pravděpodobné, že se obavy o budoucnost projevily i na jeho zdravotním stavu. Zemřel v roce 1675 a zanechal po sobě vdovu, jedenáct dětí a značné dluhy. Je pohřben ve Starém kostele (Oude Kerk) v Delftách.
Záhy po smrti upadl v zapomenutí. Zájem o jeho dílo se probudil v 19. století a od té doby stále roste. O Vermeera se velice zajímali impresionisté, zejména Vincent van Gogh, spisovatel Marcel Proust, malíř 20. století Salvador Dalí a další umělci. Počátkem 20. století Vermeerovy obrazy kupovali američtí milionáři za astronomické sumy, takže je větší počet jeho děl vystaven mj. v newyorském Metropolitan Museum of Art a v National Gallery of Art ve Washingtonu.
Vermeerovy obrazy byly také často padělány. Proslavil se zejména Han van Meegeren, který je považován za jednoho z největších padělatelů v historii umění.
V roce 2003 natočil režisér Peter Webber film o okolnostech vzniku Vermeerova obrazu Dívka s perlou. Hlavní role vytvořili Scarlett Johansson a Colin Firth.

## Dílo

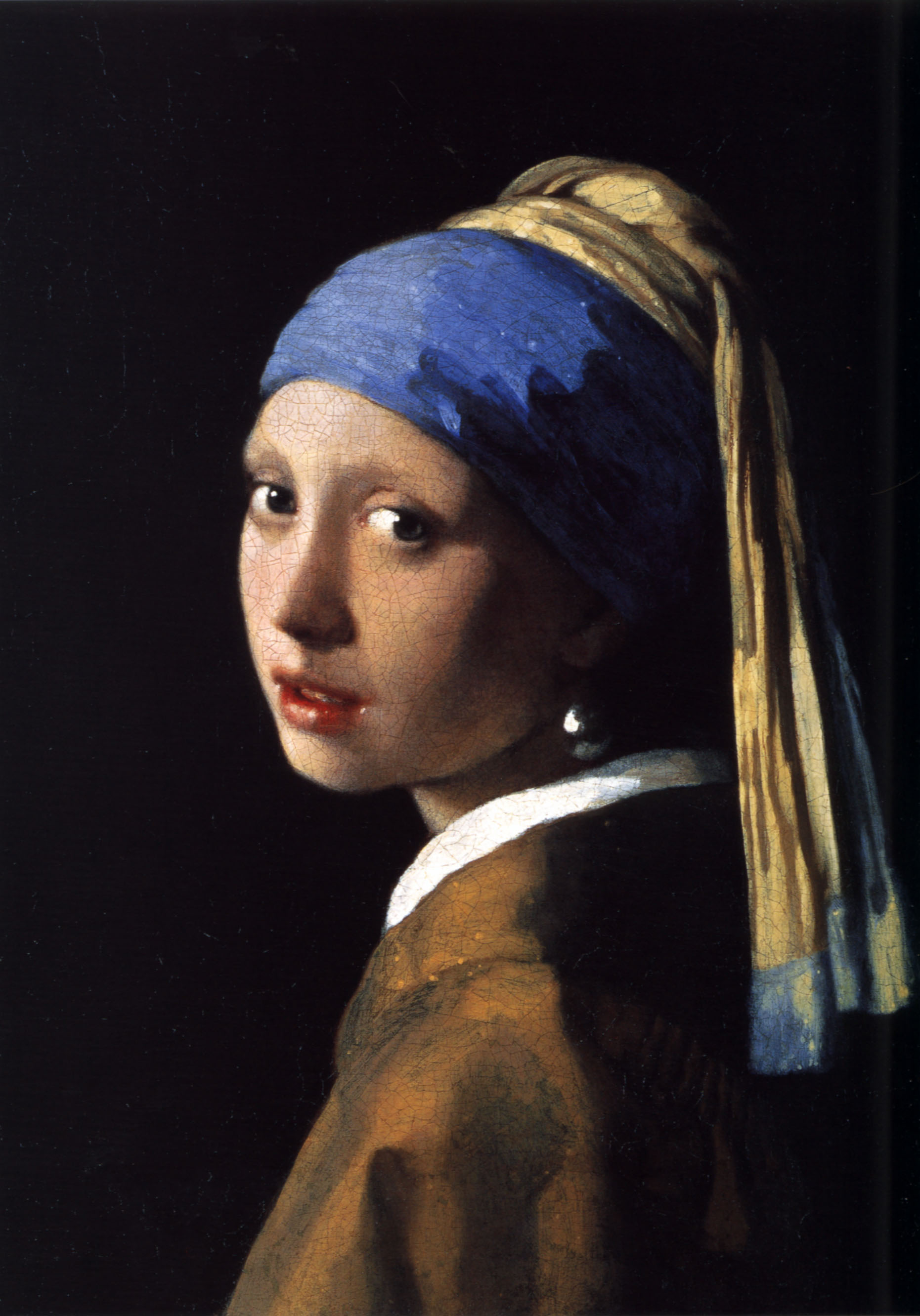
Dívka s perlou (mezi lety 1665–67)

Vermeerovo dochované dílo tvoří pouhých 37 obrazů, z nichž naprostá většina není datována.  Po počátečním hledání, kdy zpracovával mytologické náměty ve stylu historické malby, se Vermeer soustředil na žánrové obrazy poměrně malého formátu, které však vynikají jak kompozicí, tak také živostí a mimořádným zacházením se světlem. Zachycují vnitřní prostory s postavami zabranými do své práce. Jako zdroj světla slouží většinou okno umístěné na okraji obrazu. V obrazech interiérů Vermeer povýšil všední situace a běžné denní činnosti do roviny meditativní. Jeho náměty nabízejí průřez holandskou společností sedmnáctého století, od zobrazení prosté dívky při práci (Mlékařka) až po scény ze života měšťanů v jejich prostorných domech. Jen zcela výjimečně maloval z okna svého ateliéru pohledy na město Delft.
Vermeer na svých obrazech používal techniku pointillé, kterou dosahoval průsvitné tóny a odlesky. Hojně používal drahý pigment lapis lazuli, nazývaný také přírodní ultramarín.
|    | Obraz | Název                         | Rok       | Velikost                        | Umístění                                                       |
| -- | ----- | ----------------------------- | --------- | ------------------------------- | -------------------------------------------------------------- |
| 1  |       | Kristus u Marie a Marty       | 1654/1655 | 160 × 142 cm, olej na plátně    | National Gallery of Scotland, Edinburg                         |
| 2  |       | Svatá Praxedis (přisuzováno)  | 1655      | 101,6 × 82,6 cm, olej na plátně | Musée de la Chapelle de la Visitation, Monako                  |
| 3  |       | Diana s nymfami               | 1655/1656 | 98,5 × 105 cm, olej na plátně   | Mauritshuis, Den Haag                                          |
| 4  |       | Kuplířka                      | 1656      | 143 × 130 cm, olej na plátně    | Gemäldegalerie Alte Meister, Zwinger, Drážďany                 |
| 5  |       | Spící děvče                   | 1657      | 87,6 × 76,5 cm, olej na plátně  | Metropolitan Museum of Art, New York                           |
| 6  |       | Dívka u okna čtoucí dopis     | 1657      | 83 × 64,5 cm, olej na plátně    | Gemäldegalerie Alte Meister, Zwinger, Drážďany                 |
| 7  |       | Ulička v Delftu               | 1657/1658 | 54,3 × 44 cm, olej na plátně    | Rijksmuseum, Amsterdam                                         |
| 8  |       | Voják a smějící se děvče      | 1658      | 49,2 × 44,4 cm, olej na plátně  | Frick Collection, New York                                     |
| 9  |       | Sklenka vína                  | 1658–1660 | 66,3 × 76,5 cm, olej na plátně  | Staatliche Museen zu Berlin, Preussischer Kulturbesitz, Berlín |
| 10 |       | Mlékařka                      | 1658–1660 | 45,4 × 41 cm, olej na plátně    | Rijksmuseum, Amsterdam                                         |
| 11 |       | Dáma a dva pánové             | 1659/1660 | 78 × 67,5 cm, olej na plátně    | Herzog Anton Ulrich-Museum, Braunschweig                       |
| 12 |       | Pohled na Delft               | 1660/1661 | 98,5 × 117,5 cm, olej na plátně | Mauritshuis, Den Haag                                          |
| 13 |       | Přerušená hodina hudby        | 1660/1661 | 38,7 × 43,9 cm, olej na plátně  | Frick Collection, New York                                     |
| 14 |       | Žena v modrém čtoucí dopis    | 1662–1664 | 46,5 × 39 cm, olej na plátně    | Rijksmuseum Amsterdam                                          |
| 15 |       | Hodina hudby                  | 1662–1665 | 74,6 × 64,1 cm, olej na plátně  | Buckinghamský palác, Londýn                                    |
| 16 |       | Žena s váhami                 | 1662–1664 | 42,5 × 38 cm, olej na plátně    | National Gallery of Art, Washington D.C.                       |
| 17 |       | Hráčka na loutnu              | 1664      | 51,4 × 45,7 cm, olej na plátně  | Metropolitan Museum of Art, New York                           |
| 18 |       | Žena se šňůrou perel          | 1664      | 55 × 45 cm, olej na plátně      | Staatliche Museen zu Berlin, Preussischer Kulturbesitz, Berlín |
| 19 |       | Žena s konvicí vody           | 1664/1665 | 45,7 × 40,6 cm, olej na plátně  | Metropolitan Museum of Art, New York                           |
| 20 |       | Dívka s perlou                | 1665      | 44,5 × 39 cm, olej na plátně    | Mauritshuis, Den Haag                                          |
| 21 |       | Koncert                       | 1665/1666 | 69 × 63 cm, olej na plátně      | Isabella Stewart Gardner Museum, Boston (ukradeno 1990)        |
| 22 |       | Píšící žena ve žlutém         | 1665–1670 | 45 × 39,9 cm, olej na plátně    | National Gallery of Art, Washington D.C.                       |
| 23 |       | Hlava dívky                   | 1666/1667 | 44,5 × 40 cm, olej na plátně    | Metropolitan Museum of Art, New York                           |
| 24 |       | Dívka s flétnou (přisuzováno) | 1665/1670 | 20 × 17,8 cm, olej na dřevě     | National Gallery of Art, Washington D.C.                       |
| 25 |       | Dívka s červeným kloboukem    | 1666/1667 | 23,2 × 18,1 cm, olej na dřevě   | National Gallery of Art, Washington D.C.                       |
| 26 |       | Dáma se služkou a s dopisem   | 1667/1668 | 89,5 × 78,1 cm, olej na plátně  | Frick Collection, New York                                     |
| 27 |       | Astronom                      | 1668      | 50,8 × 46,3 cm, olej na plátně  | Louvre, Paříž                                                  |
| 28 |       | Geograf                       | 1668/1669 | 53 × 46,6 cm, olej na plátně    | Städelsches Institut, Frankfurt am Main                        |
| 29 |       | Milostný dopis                | 1669/1670 | 44 × 38,5 cm, olej na plátně    | Rijksmuseum, Amsterdam                                         |
| 30 |       | Krajkářka                     | 1669/1670 | 24,5 × 21 cm, olej na plátně    | Louvre, Paříž                                                  |
| 31 |       | Dáma s dopisem a služkou      | 1670      | 71 × 59 cm, olej na plátně      | National Gallery of Ireland, Dublin                            |
| 32 |       | Žena sedící u virginálu       | 1670      | 25,5 × 20 cm, olej na plátně    | Wynn Collection, Las Vegas                                     |
| 33 |       | Alegorie víry                 | 1671–1674 | 114,3 × 88,9 cm, olej na plátně | Metropolitan Museum of Art, New York                           |
| 34 |       | Kytaristka                    | 1672      | 53 × 46,3 cm, olej na plátně    | Kenwood House, Londýn                                          |
| 35 |       | Alegorie malířství            | 1666–1673 | 130 × 110 cm, olej na plátně    | Kunsthistorisches Museum, Vídeň                                |
| 36 |       | Stojící dáma u spinetu        | 1673–1675 | 51,7 × 45,2 cm, olej na plátně  | National Gallery, Londýn                                       |
| 37 |       | Sedící dáma u spinetu         | 1673–1675 | 51,5 × 45,5 cm, olej na plátně  | National Gallery, Londýn                                       |